# لاک‌پشت سربزرگ

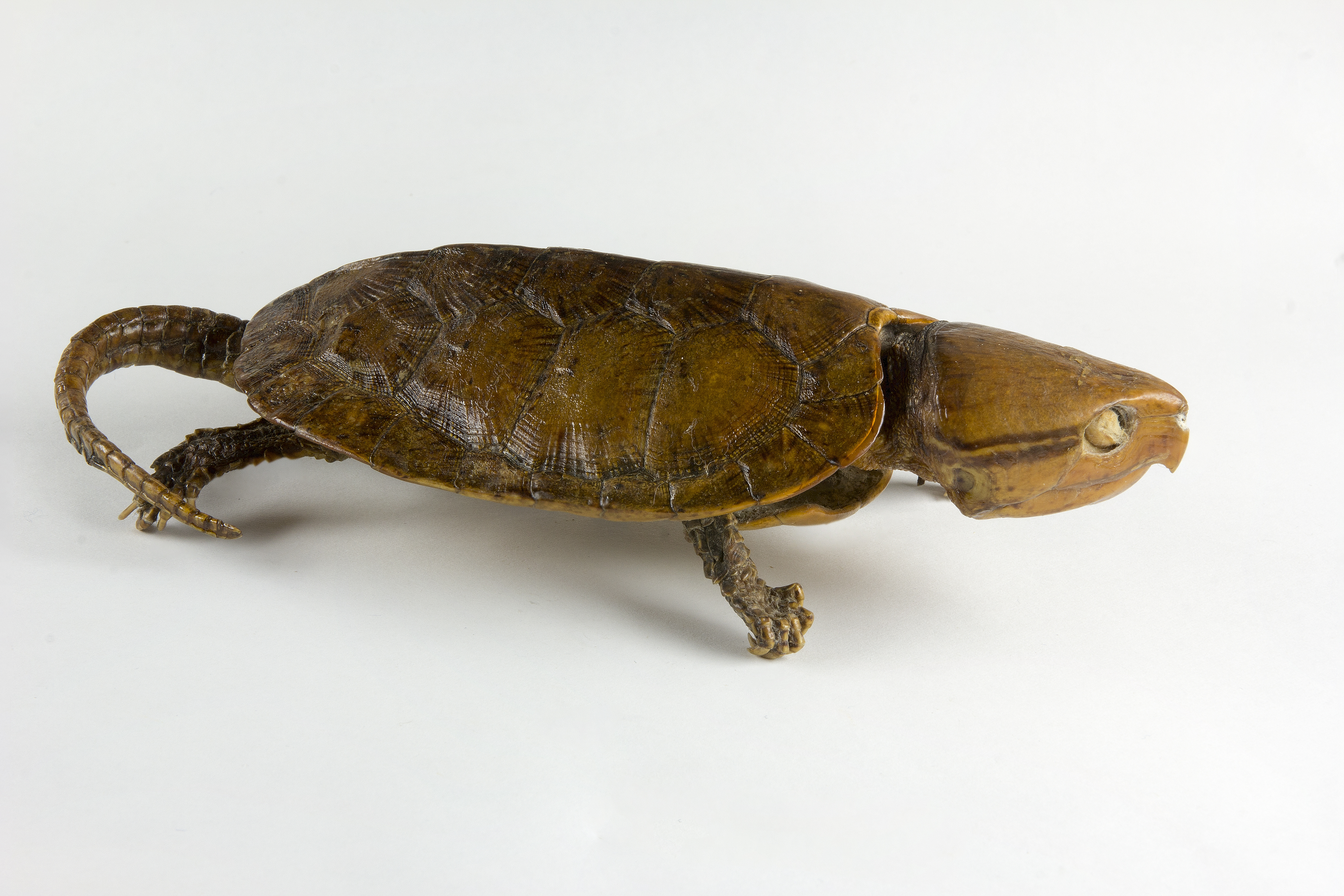
Platysternon megacephalum

لاک‌پشت سربزرگ (نام علمی: Platysternon megacephalum) نام یک گونه از تیره "لاک‌پشتان سربزرگ" از زیرراسته نهان‌گردن‌سانیان است.